# Allium isauricum
Allium isauricum là một loài thực vật có hoa trong họ Amaryllidaceae. Loài này được Hub.-Mor. & Wendelbo mô tả khoa học đầu tiên năm 1966.